# 立花彩野
立花 彩野（たちばな あやの、1988年3月8日 - ）は、日本のタレント、グラビアアイドル。旧芸名、鎗田 彩野（やりた あやの）。千葉県出身。サンミュージックに所属していた。

## 人物・来歴
- 小学4年生から中学1年生まで4年間ピアノをやっていた。書道は5段の資格を持つ。
- 2001年「ミスマガジン2001」読者特別賞を受賞しデビュー[1]。
- 2002年には市川由衣、香里奈、沢尻エリカとともにフジテレビビジュアルクイーンに選ばれる。
- 2003年8月に鎗田彩野から現在の芸名に改名した。
- 芸能人女子フットサルチーム「ミスマガジン」のキャプテンを務めている（背番号15）。
- 2008年2月、歌手グループ・BeForUに加入。
- 2011年11月15日、サッカー選手の久木野聡との結婚を発表した[2]。2015年6月13日、千葉市内の病院で第1子の女児出産。
- 現在の詳細は不明。

## 出演

### テレビドラマ
- アフリカのツメ 第2話（2004年、日本テレビ）
- Deep Love 〜アユの物語〜（2004年、テレビ東京） - レイナ 役
- 弁護士のくず 第2話（2006年、TBS）
- 結婚できない男 第2話〜（2006年、関西テレビ） - コンビニ店員 役
- 怨み屋本舗（2006年、テレビ東京） - 婦警 役
- クピドの悪戯 虹玉（2006年、テレビ東京） - 看護師 役
- いい女（2006年、TBS） - 加奈子 役
- 相棒 seson5 第10話「名探偵登場」（2006年12月13日、テレビ朝日系） - チカ 役
- 鉄板少女アカネ!! 第8話（2006年、TBS） - 洋服屋の店員 役
- おとなの眼鏡（2006年、チバテレビ） - 11月「ミライ」主役:川村まみ 役
- マイ☆スイートホーム 〜夢野大吉・夢を売ります〜 （2006年、日本テレビ）
- すみれの花咲く頃（2007年1月8日、NHKハイビジョン/4月1日、NHK総合）
- 特急田中3号 第1話（2007年、TBS）
- 牛に願いを Love&Farm 第1話（2007年、関西テレビ）
- ガンジス河でバタフライ（2007年、テレビ朝日） - ちん 役
- モップガール 第7話（2007年、テレビ朝日）
- 恋のから騒ぎドラマスペシャル「殺したい女」（2007年、日本テレビ）
- うさぎたちのもちつき（2008年、ネットシネマ.TV）
- ミラクルボイス（2008年、TBS）
- 33分探偵 第4話（2008年8月23日、フジテレビ）
- 帝王（2009年、毎日放送） - 如月明菜 役
- 僕の秘密★兵器（2009年10月、メ～テレ） - 江口杏子 役
- 853〜刑事・加茂伸之介 第1話（2010年1月14日、テレビ朝日）
- 日曜ナイトドラマ・女帝薫子（2010年、テレビ朝日） - キャバ嬢・夏美 役
- 黄金の豚-会計検査庁 特別調査課- 第5話（2010年11月17日、日本テレビ）
- 秘密 第5話（2010年11月12日、テレビ朝日）
- 名探偵コナン 工藤新一への挑戦状 第6話（2011年8月11日、読売テレビ） - 真央 役
- 秘密諜報員 エリカ 第4話（2011年10月27日、読売テレビ） - ホステス 役
- 月曜ゴールデン・湯けむりバスツアー 桜庭さやかの事件簿4（2012年2月6日、TBS） - 和田尚美 役
- VISION-殺しが見える女- 第9話（2012年9月6日、読売テレビ） - 青木愛子 役
- 遺留捜査 第3シリーズ 第5話（2013年5月15日、テレビ朝日） - 羽田祥子 役
- 確証〜警視庁捜査3課 第9話（2013年6月10日、TBS） - 中根美香 役
- トクボウ 警察庁特殊防犯課 第11話（2014年6月12日、読売テレビ） - 安藤留奈 役

### 映画
- キューティーガール 〜美少女ボウラー危機一発〜（2003年）
- 偶然にも最悪な少年（2003年）
- カミナリ走ル夏 -雷光疾走ル夏-（2003年）
- 独立少女紅蓮隊（2004年） - アキ 役
- 怪奇劇場「恐怖列車」（2004年）
- RANBU ～艶舞剣士～（2004年、監督：雑賀俊郎） - 朱菊 役
- GACHAPON!（2004年）
- 恋文日和 第1話・あたしをしらないキミへ（2004年、監督：大森美香）
- 一生の?お願い（2005年）
- アクション・グラフィティー（2006年） - 純 役
- 手塚眞のホラーシアター ザ・バースデイ（2006年）
- I am 日本人（2006年）
- エコエコアザラク Bpage（2006年） - 女子高生 役
- 1303号室（2007年）
- SS エスエス（2008年） - ハニー 役
- HK 変態仮面（2013年）

### バラエティ
- 超V.I.P.「フォーチュンの扉」（2002年、フジテレビ）
- 野田義治のセクシーマガジン #30（GyaO）
- 天使らんまん（2006年10月24日、MBS）
- アイチテル!（2006年12月13日、TBS）
- 恋するフットサル（2006年 - 2007年、フジテレビ）
- 勝利の女神 〜2nd STAGE〜（2007年、チバテレビ） - レギュラー
- 世界制服!竹山塾（2007年、テレ朝チャンネル） - レギュラー
- 宇宙一せまい授業!（2007年10月14日、あっ!とおどろく放送局）
- アイドル@deep（2009年1月16日 - 6月26日、テレビ神奈川） - レギュラー

### CM
- アサヒ飲料三ツ矢サイダー「シュワわせダンス 女子篇」
- 映画「コントロール」

### ラジオ
- ななと彩のときめき☆りらっくすカフェ（USEN）
- 彩とみきのほっと一息☆ティーンズルーム（USEN）

### 舞台
- i2（アイツー） 〜8月の桜の木の下で〜（2003年）
- ルドンの黙示（2008年8月20日 - 8月24日、アロッタファジャイナ、於：新国立劇場小劇場） - ミルア 役

## リリース作品

### 写真集
- Duet（デュエット）- 鎗田彩野・辻内南季写真集（2001年6月、撮影：荒木秀明、心交社）ISBN 4-8830-2608-6
- アヤノジューシィー（2002年8月、撮影：木村晴、講談社）ISBN 4-0633-0178-8

### イメージDVD
- 天然素材VOL.2（VHS)（2001年）
- Harmony（2001年）
- ミスマガジン2001（2001年）
- フジテレビビジュアルクイーンオブザイヤー2002「SOLEIL」（2002年）
- D-Splash!（2003年）
- Be Sexy!（2003年）
- unbalance （2004年）
- I LOVE IDOL LOVE FURTHER（2004年）
- Angel kiss〜最後の夏休み〜（2005年）
- I wish...（2006年）
- 彩色〜パレット〜（2006年）
- BSフジ『グラドル女学院』未公開お宝映像集(6)〜佐野夏芽&立花彩野SP〜（2007年）
- ファーストフライト（2007年6月22日）
- Between 〜19の夏〜（2007年8月20日）

### CD
- くのいち☆Girls 彩美唯〜あみゅ〜（立花彩野・稲生美紀・佐藤唯）  「恋のアクセス解析」（2007年8月15日発売）

### その他
- 法務省啓発ドラマ「君は一人じゃない」第53回「社会を明るくする運動」広報作品（2002年）

## エピソード
- 今の芸名を決める時は、マネージャー、両親を交えての話し合いを行ったということだが、その時『立花』の他に最終候補で残っていたのが『実咲』だったという（月刊『アサヒ芸能エンタメ!』2005年5月号より）。